# گاما-توکوترینول
گاما-توکوترینول (به انگلیسی: Gamma-Tocotrienol) یکی از چهار نوع توکوترینول، و گونه ای از ویتامین E است.